# Stade olympique biterrois XIII
Maillots
Béziers XIII ou SO Béziers XIII est un ancien club de rugby à XIII français, créé en août 1934 et basé à Béziers. Le club dispute la première édition du Championnat de France en 1934-1935 mais attend 1948 pour en disputer une seconde.

## Histoire
Avant, la Seconde Guerre mondiale, on joue déjà au rugby à XIII à Béziers, la raison en est la suivante.
Lors de la naissance du rugby à XIII, une forme de rugby importée en France par Jean Galia, de nombreux joueurs et dirigeants de rugby à XV sont tentés de rejoindre ce mouvement. Sous l’impulsion des dirigeants du Stade olympien biterrois et du joueur Charles Sagne, la section « rugby à XIII » voit le jour en août 1934. Galia se rend même à Béziers pour tenir une conférence et invite de nombreux joueurs à rejoindre le rugby à XIII. Au mois d'octobre 1934, le club dispute alors le tout premier championnat de France avec neuf autres clubs.
Ainsi, de nombreux joueurs sont annoncés pour présenter un effectif complet pour la reprise du Championnat - Baptiste Carbo, Sagne, Carrera, Espagnac et Lebel de l'AS Béziers, Maurice Gagnol de Cazouls ou encore Jean Quéroli de Béziers-Olympique R.C.. Le futur international Gaston Amila de Lézignan est annoncé mais celui-ci rejoint finalement Lyon-Villeurbanne. Le club évolue au Parc des Sports, ancien terrain de jeu du Stade olympien biterrois.
Le club ne dispute pas une seconde saison consécutive à l'issue de laquelle ses deux meilleurs joueurs, Carbo et Gagnol, rejoignent respectivement Villeneuve-sur-Lot et  Bordeaux. Une tentative de réveiller le club s'opère en janvier 1936 sur l'initiative d'un mécène promettant les arrivées d'Étienne Cougnenc, Lavagne, Duluc et Calmel mais ceci ne se concrétise pas. C'est finalement le club de Dax qui prend la place du Béziers en championnat.
En 1948, Béziers refait son apparition en première division en intégrant le Championnat de France 1948-1949, mais également l'expérience ne dure qu'une saison.
Au début des années 2010, si la ville ne compte plus d'équipe disputant de championnat , le rugby à XIII reste pratiqué à Béziers à travers un club :  les « Chameaux d'Oc »,.

## Bilan du club toutes saisons et toutes compétitions confondues
| Année                                      | Année                                      | Saison régulière                           | Saison régulière                           | Saison régulière                           | Saison régulière                           | Saison régulière                           | Saison régulière                           | Saison régulière                           | Saison régulière                           | Phase finale                               | Phase finale                               | Phase finale                               | Phase finale                               | Phase finale                               | Phase finale                               | Phase finale                               | Coupe           |
| Année                                      | Année                                      | Class.                                     | Points                                     | J                                          | V                                          | N                                          | D                                          | Pp                                         | Pc                                         | Perf.                                      | J                                          | V                                          | N                                          | D                                          | Pp                                         | Pc                                         | Performance     |
| Championnat de France de première division | Championnat de France de première division | Championnat de France de première division | Championnat de France de première division | Championnat de France de première division | Championnat de France de première division | Championnat de France de première division | Championnat de France de première division | Championnat de France de première division | Championnat de France de première division | Championnat de France de première division | Championnat de France de première division | Championnat de France de première division | Championnat de France de première division | Championnat de France de première division | Championnat de France de première division | Championnat de France de première division | Coupe de France |
| 1935                                       | 1935                                       | 10e                                        | 15                                         | 13                                         | 1                                          | 0                                          | 15                                         | ?                                          | ?                                          | pas de phase finale                        | pas de phase finale                        | pas de phase finale                        | pas de phase finale                        | pas de phase finale                        | pas de phase finale                        | pas de phase finale                        | Non inscrit     |

Le club ne dispute pas tous les matchs du championnat et déclare forfait de manière définitive alors qu'il lui restait trois matchs à jouer avant la fin du championnat.
Au terme de cette saison, le club biterrois termine dernier du classement et ai confronté à un problème de terrain, pusqu'il doit se contenter d'un petit stade, le stade Bessou, un équipement sportif qui disparaitra ensuite.

## Personnalités et joueurs notables
Jean Gomes, présenté par un auteur comme « le fondateur de Béziers XIII »  jouera ensuite en rugby à XV à Montluçon.

## Autres notes et références
1. 1 2  Aimé Mouret, Le Who's who du rugby à XIII, Toulouse, Éditions de l'Ixcea, décembre 2011, 291 p. (ISBN 978-2-84918-118-8), « Béziers XIII », p. 39
2. 1 2 3 4 5  Les deux rugby - Les « treize » seront bien représentés à Béziers, Vidi, L'Auto, le 29 août 1934.
3. ↑  De nouvelles précisions au sujet de l'équipe en formation à Tarbes et à Béziers, J-J. Pouech, L'Auto, le 9 janvier 1936.
4. ↑  Lucien Pélofi, « Ferrals gagne à Béziers », sur ladepeche.fr, 19 novembre 2007 (consulté le 14 juin 2020) : « Les Chameaux d'Oc, joli surnom des treizistes biterrois, ont bien bossé pour tenter d'infliger une défaite aux Ferralais mais ont été débordés, en seconde période, par un ensemble audois alors irrésistible. »
5. ↑  Aimé Mouret, Le Who's who du rugby à XIII, Toulouse, Éditions de l'Ixcea, décembre 2011, 291 p. (ISBN 978-2-84918-118-8), « Montluçon », p. 180-181